# جزیره ایت برز
جزیره آیت برز (به انگلیسی: Eight Bears Island) یک جزیره غیر مسکونی در کانادا است که در قلمروهای شمال غرب واقع شده‌است. جزیره آیت برز ۰ نفر جمعیت دارد.